# Fabian Sebastian Cholewski
Fabian Sebastian Cholewski (zm. 21 kwietnia 1803 w Warszawie) – sędzia ziemski sochaczewski w 1787 roku, podstarości sochaczewski w 1784 roku, cześnik sochaczewski w 1785 roku, łowczy sochaczewski w 1777 roku, wojski mniejszy sochaczewski w 1773 roku. 
Był posłem ziemi warszawskiej na sejm w 1784 roku, posłem ziemi sochaczewskiej na sejm w 1786 roku. Był członkiem warszawskiej Komisji Dobrego Porządku w 1788 roku. Poseł ziemi różańskiej na Sejm Czteroletni w 1788 roku. 2 maja 1791 roku podpisał asekurację, w której zobowiązał się do popierania projektu Ustawy Rządowej. 
W 1791 roku został kawalerem Orderu Świętego Stanisława.